# Persone di nome Alfredo
| Questa pagina contiene informazioni ricavate automaticamente dalle voci biografiche con l'ausilio del template Bio e di un bot. L'aggiornamento è periodico e automatico e ricostruisce completamente la pagina. Se manca una persona in questa lista, sei pregato di non aggiungerla, ma accertati piuttosto che la sua voce biografica contenga il template Bio e che i dati anagrafici siano correttamente compilati. Se il template Bio manca, inseriscilo tu stesso o, in alternativa, metti l'avviso {{tmp\|Bio}} che ne segnala la mancanza. Se i dati riportati sono sbagliati, correggi direttamente la voce biografica; le modifiche saranno visibili in questa lista entro pochi giorni. Per chiarimenti vedi il progetto antroponimi. La lista contiene solo le 608 persone che sono citate nell'enciclopedia e per le quali è stato implementato correttamente il template Bio. Pagina aggiornata al 22 lug 2025. |

Questa è una lista di persone presenti nell'enciclopedia che hanno il nome Alfredo, suddivise per attività principale.

## Allenatori di calcio(19)
- Alfredo Aglietti, allenatore di calcio e ex calciatore italiano (San Giovanni Valdarno, n. 1970)
- Alfredo Arias, allenatore di calcio e ex calciatore uruguaiano (Shangrilá, n. 1958)
- Alfio Basile, allenatore di calcio e ex calciatore argentino (Bahía Blanca, n. 1943)
- Alfredo Berti, allenatore di calcio e ex calciatore argentino (Empalme Villa Constitución, n. 1971)
- Alfredo Cardinale, allenatore di calcio e calciatore italiano (Ariano Irpino, n. 1976)
- Alfredo Cariello, allenatore di calcio e ex calciatore italiano (Napoli, n. 1979)
- Alfredo Ciannameo, allenatore di calcio e ex calciatore italiano (Paola, n. 1944)
- Alfredo Costantino, allenatore di calcio e ex calciatore italiano (Soveria Simeri, n. 1964)
- Alfredo De Franceschini, allenatore di calcio e calciatore italiano (Milano, n. 1902 - Milano, † 1959)
- Alfredo Esteves, allenatore di calcio e ex calciatore est-timorese (Lisbona, n. 1976)
- Alfredo Foni, allenatore di calcio e calciatore italiano (Udine, n. 1911 - Breganzona, † 1985)
- Alfredo Fornari, allenatore di calcio e calciatore italiano
- Alfredo Mancinelli, allenatore di calcio italiano (Tito, n. 1924 - Potenza, † 2005)
- Alfredo Massari, allenatore di calcio e calciatore italiano (San Giorgio Piacentino, n. 1903 - Piacenza, † 1982)
- Alfredo Mattioli, allenatore di calcio e calciatore italiano (Verona, n. 1902 - † 1965)
- Alfredo Mazzoni, allenatore di calcio e calciatore italiano (Carpi, n. 1908 - Modena, † 1986)
- Alfredo Milano, allenatore di calcio e calciatore italiano
- Walter Novellino, allenatore di calcio e ex calciatore italiano (Montemarano, n. 1953)
- Alfredo Ramos Castilho, allenatore di calcio e calciatore brasiliano (Jacareí, n. 1924 - San Paolo, † 2012)

## Allenatori di calcio a 5(2)
- Alfredo Filippini, allenatore di calcio a 5 e ex giocatore di calcio a 5 italiano (Roma, n. 1962)
- Alfredo Lanza, allenatore di calcio a 5 e ex giocatore di calcio a 5 italiano (Vasto, n. 1969)

## Altisti(1)
- Alfredo Campagner, altista italiano (Schio, n. 1920 - Schio, † 2016)

## Ammiragli(2)
- Alfredo Acton, ammiraglio italiano (Castellammare di Stabia, n. 1867 - Napoli, † 1934)
- Alfredo Dentice di Frasso, ammiraglio, imprenditore e politico italiano (Napoli, n. 1873 - Aiello Calabro, † 1940)

## Anarchici(1)
- Alfredo Maria Bonanno, anarchico italiano (Catania, n. 1937 - Trieste, † 2023)

## Annunciatori televisivi(1)
- Alfredo Danti, annunciatore televisivo italiano (Savona, n. 1925 - Milano, † 2005)

## Antropologi(1)
- Alfredo Paolella, antropologo e medico italiano (Benevento, n. 1928 - Napoli, † 1978)

## Arbitri di calcio(5)
- Alfredo Comazzi, arbitro di calcio e dirigente sportivo italiano (Milano, n. 1890)
- Alfredo D'Espósito, arbitro di calcio argentino
- Alfredo Intriago, ex arbitro di calcio ecuadoriano (n. 1970)
- Alfredo Mac Kay, arbitro di calcio argentino
- Alfredo Trentalange, ex arbitro di calcio italiano (Torino, n. 1957)

## Architetti(6)
- Alfredo d'Andrade, architetto, archeologo e pittore portoghese (Lisbona, n. 1839 - Genova, † 1915)
- Alfredo Belluomini, architetto e ingegnere italiano (Viareggio, n. 1892 - Firenze, † 1964)
- Alfredo Campanini, architetto e imprenditore italiano (Praticello di Gattatico, n. 1873 - Milano, † 1926)
- Alfredo Lambertucci, architetto italiano (Montecassiano, n. 1928 - Roma, † 1996)
- Alfredo Melani, architetto e critico d'arte italiano (Pistoia, n. 1859 - Milano, † 1928)
- Alfredo Premoli, architetto italiano (Brescia, n. 1876 - Lanzo Torinese, † 1967)

## Arcieri(1)
- Alfredo Massazza, arciere italiano (Stradella, n. 1923 - Broni, † 2004)

## Arcivescovi cattolici(5)
- Alfredo Battisti, arcivescovo cattolico italiano (Masi, n. 1925 - Udine, † 2012)
- Alfredo Bruniera, arcivescovo cattolico italiano (Treviso, n. 1906 - † 2000)
- Alfredo José Espinoza Mateus, arcivescovo cattolico ecuadoriano (Guayaquil, n. 1958)
- Alfredo Vozzi, arcivescovo cattolico italiano (Chiaromonte, n. 1905 - Chiaromonte, † 1988)
- Alfredo Horacio Zecca, arcivescovo cattolico argentino (Buenos Aires, n. 1949 - Buenos Aires, † 2022)

## Artisti(2)
- Alfredo Ghezzi, artista italiano (Firenze, n. 1895 - Firenze, † 1972)
- Alfredo Pizzo Greco, artista italiano (Palermo, n. 1942 - Suisio, † 2013)

## Astronomi(2)
- Alfredo Caronia, astronomo italiano
- Alfredo Sota, astronomo spagnolo

## Attivisti(1)
- Alfredo Giorgio Dall'Oglio, attivista e antifascista italiano (Borgo Valsugana, n. 1921 - Berlino, † 1944)

## Attori(21)
- Alfredo Alaria, attore, ballerino e coreografo argentino (Buenos Aires, n. 1930 - Buenos Aires, † 1999)
- Alfredo Bertone, attore italiano (Napoli, n. 1893 - Liegi, † 1927)
- Alfredo Bianchini, attore, cantante e regista italiano (Firenze, n. 1922 - Firenze, † 2001)
- Alfredo Boccolini, attore italiano (La Spezia, n. 1885 - Viadana, † 1957)
- Alfredo Castro, attore e regista teatrale cileno (Santiago del Cile, n. 1955)
- Alfredo Censi, attore, doppiatore e direttore del doppiaggio italiano (Cupra Marittima, n. 1922 - Fermo, † 1995)
- Alfredo D'Ippolito, attore italiano
- Alfredo De Antoni, attore e regista italiano (Alessandria, n. 1875 - Roma, † 1953)
- Alfredo De Sanctis, attore italiano (Brindisi, n. 1865 - Firenze, † 1954)
- Alfredo Landa, attore spagnolo (Pamplona, n. 1933 - Madrid, † 2013)
- Alfredo Li Bassi, attore e regista italiano (Palermo, n. 1971)
- Alfredo Martinelli, attore italiano (Siena, n. 1899 - Siena, † 1968)
- Alfredo Mayo, attore spagnolo (n. 1911 - Palma di Maiorca, † 1985)
- Dino Mele, attore italiano (Cava de' Tirreni, n. 1943 - Napoli, † 2010)
- Al Pacino, attore statunitense (New York, n. 1940)
- Alfredo Pea, attore italiano (Roma, n. 1954)
- Alfredo Rizzo, attore, regista e sceneggiatore italiano (Nizza, n. 1902 - Roma, † 1991)
- Alfredo Robert, attore, regista e produttore cinematografico italiano (Fucecchio, n. 1877 - Bologna, † 1964)
- Alfredo Sainati, attore italiano (Sestri Ponente, n. 1868 - Bertinoro, † 1936)
- Al Santos, attore e modello statunitense (New York, n. 1976)
- Alfredo Varelli, attore italiano (Saracinesco, n. 1914 - Roma, † 1996)

## Attori teatrali(2)
- Alfredo Bambi, attore teatrale e drammaturgo italiano (Roma, n. 1878 - Roma, † 1957)
- Alfredo Menichelli, attore teatrale e attore cinematografico italiano (Salerno, n. 1900 - Roma, † 1979)

## Aviatori(2)
- Alfredo Barbati, aviatore e militare italiano (Pescina, n. 1897 - Mar Mediterraneo, † 1941)
- Alfredo Barbieri, aviatore e militare italiano (Roma, n. 1869 - Selva di Tarnova, † 1916)

## Avvocati(10)
- Alfredo Canevari, avvocato e politico italiano (Viterbo, n. 1857 - Viterbo, † 1945)
- Alfredo Conti, avvocato e politico italiano (Cremona, n. 1894 - † 1978)
- Alfredo Corrias, avvocato e politico italiano (Oristano, n. 1895 - † 1985)
- Alfredo De Marsico, avvocato, giurista e politico italiano (Sala Consilina, n. 1888 - Napoli, † 1985)
- Alfredo Felici, avvocato e politico italiano (Santarcangelo di Romagna, n. 1868 - Roma, † 1951)
- Alfredo Morea, avvocato, militare e politico italiano (Cerreto d'Esi, n. 1897 - Fabriano, † 1976)
- Alfredo Petrillo, avvocato, giornalista e politico italiano (Benevento, n. 1872 - Roma, † 1943)
- Alfredo Sandulli, avvocato, politico e giurista italiano (Napoli, n. 1869 - Napoli, † 1942)
- Alfredo Attilio Schettini, avvocato e politico italiano (Castrovillari, n. 1874 - Vedano Olona, † 1960)
- Alfredo Silva Carvallo, avvocato, politico e giornalista cileno (Viña del Mar, n. 1906 - Santiago del Cile, † 1975)

## Baritoni(1)
- Alfredo Costa, baritono italiano (Roma, n. 1874 - Napoli, † 1913)

## Bassi(2)
- Alfredo Mariotti, basso italiano (Varmo, n. 1932 - Latisana, † 2009)
- Alfredo Zanazzo, basso italiano (Imperia, n. 1942)

## Bibliografi(1)
- Alfredo Serrai, bibliografo italiano (Rovigno, n. 1932)

## Bobbisti(1)
- Alfredo Spasciani, bobbista italiano (n. 1891)

## Cantanti(5)
- Alfredo Gil, cantante e compositore messicano (Teziutlán, n. 1915 - Città del Messico, † 1999)
- Alfredo Clerici, cantante italiano (Vigevano, n. 1911 - Vigevano, † 1999)
- Alfredo Marceneiro, cantante e compositore portoghese (Lisbona, n. 1891 - Lisbona, † 1982)
- Nick Pagano, cantante italiano (Napoli, n. 1939 - Napoli, † 1999)
- Alfredo Zitarrosa, cantante, compositore e poeta uruguaiano (Montevideo, n. 1936 - Montevideo, † 1989)

## Cantautori(3)
- Alfredo Bandelli, cantautore italiano (Pisa, n. 1945 - Pisa, † 1994)
- Fred Bongusto, cantautore e produttore discografico italiano (Campobasso, n. 1935 - Roma, † 2019)
- Alfredo Cohen, cantautore e attore italiano (Lanciano, n. 1942 - Tunisi, † 2014)

## Cardinali(4)
- Alfredo Ottaviani, cardinale e arcivescovo cattolico italiano (Roma, n. 1890 - Città del Vaticano, † 1979)
- Alfredo Pacini, cardinale italiano (Capannori, n. 1888 - Roma, † 1967)
- Alfredo Vicente Scherer, cardinale e arcivescovo cattolico brasiliano (Bom Princípio, n. 1903 - Porto Alegre, † 1996)
- Alfredo Ildefonso Schuster, cardinale, arcivescovo cattolico e abate italiano (Roma, n. 1880 - Venegono Inferiore, † 1954)

## Cestisti(10)
- Alfredo Rodrigues da Motta, cestista brasiliano (Rio de Janeiro, n. 1921 - Rio de Janeiro, † 1998)
- Alfredo Arroyave, cestista ecuadoriano (n. 1922 - Guayaquil, † 1983)
- Alfredo Barlucchi, cestista e allenatore di pallacanestro italiano (Rosia, n. 1940 - † 2023)
- Alfredo Boglio, cestista italiano (Novara, n. 2003)
- Alfredo Faget, cestista cubano (Vertientes, n. 1923 - Guaynabo, † 2003)
- Tito Horford, ex cestista dominicano (La Romana, n. 1966)
- Adrián Monachesi, ex cestista argentino (Santa Fe, n. 1946)
- Alfredo Passarelli, ex cestista italiano (Guardavalle, n. 1965)
- Paolo Quinteros, ex cestista argentino (Colón, n. 1979)
- Alfredo Tulli, cestista e allenatore di pallacanestro argentino (n. 1939 - † 2012)

## Chimici(2)
- Alfredo Corradini, chimico e imprenditore italiano (Livorno, n. 1866 - Frascati, † 1939)
- Alfredo Pérez Rubalcaba, chimico e politico spagnolo (Medio Cudeyo, n. 1951 - Majadahonda, † 2019)

## Chitarristi(1)
- Juan Falù, chitarrista, musicista e compositore argentino (Tucumán, n. 1948)

## Ciclisti su strada(11)
- Alfredo Balloni, ex ciclista su strada italiano (Roma, n. 1989)
- Alfredo Binda, ciclista su strada e pistard italiano (Cittiglio, n. 1902 - Cittiglio, † 1986)
- Alfredo Bovet, ciclista su strada e pistard italiano (Losanna, n. 1909 - Renens, † 1993)
- Alfredo Chinetti, ex ciclista su strada italiano (Cavaria con Premezzo, n. 1949)
- Alfredo Dinale, ciclista su strada e pistard italiano (Vallonara, n. 1900 - Vicenza, † 1976)
- Alfredo Martini, ciclista su strada e dirigente sportivo italiano (Calenzano, n. 1921 - Sesto Fiorentino, † 2014)
- Alfredo Pasotti, ciclista su strada italiano (Bastida Pancarana, n. 1925 - Bastida Pancarana, † 2000)
- Alfredo Sabbadin, ciclista su strada italiano (Caltana di Santa Maria di Sala, n. 1936 - Noale, † 2016)
- Alfredo Sivocci, ciclista su strada e dirigente sportivo italiano (Milano, n. 1891 - Milano, † 1980)
- Alfredo Tibiletti, ciclista su strada italiano (Varese, n. 1891 - Milano, † 1928)
- Alfredo Zagano, ciclista su strada italiano (Campagnola Cremasca, n. 1933 - Scannabue, † 2015)

## Circensi(1)
- Alfredo Codona, circense messicano (Hermosillo, n. 1893 - New York, † 1937)

## Comici(1)
- Alfredo Adami, comico italiano (Roma, n. 1915)

## Compositori(10)
- Alfredo Avantifiori, compositore, pianista e paroliere italiano (Roma, n. 1931 - Roma, † 2023)
- Alfredo Casella, compositore, pianista e direttore d'orchestra italiano (Torino, n. 1883 - Roma, † 1947)
- Alfredo Catalani, compositore italiano (Lucca, n. 1854 - Milano, † 1893)
- Alfredo Cece, compositore e organista italiano (Saviano, n. 1915 - † 2002)
- Alfredo Cuscinà, compositore italiano (Messina, n. 1881 - Roma, † 1955)
- Alfredo Keil, compositore, pittore e poeta portoghese (Lisbona, n. 1850 - Amburgo, † 1907)
- Alfredo Le Pera, compositore, sceneggiatore e giornalista argentino (San Paolo, n. 1900 - Medellín, † 1935)
- Pixinguinha, compositore, arrangiatore e polistrumentista brasiliano (Rio de Janeiro, n. 1897 - Rio de Janeiro, † 1973)
- Alfredo Pucci, compositore, direttore di banda e editore italiano (Nocera Inferiore, n. 1902 - Nocera Inferiore, † 1950)
- Alfredo Sirica, compositore, pianista e arrangiatore italiano (Roma, n. 1999)

## Conduttori televisivi(1)
- Alfredo Pigna, conduttore televisivo, sceneggiatore e telecronista sportivo italiano (Napoli, n. 1926 - Roma, † 2020)

## Criminali(1)
- Epaminonda Troya, criminale italiano (Arcinazzo Romano, n. 1915 - † 1984)

## Criminologi(1)
- Alfredo Niceforo, criminologo e antropologo italiano (Castiglione di Sicilia, n. 1876 - Roma, † 1960)

## Critici letterari(3)
- Alfredo Bosi, critico letterario, saggista e italianista brasiliano (San Paolo, n. 1936 - San Paolo, † 2021)
- Alfredo Galletti, critico letterario italiano (Cremona, n. 1872 - Milano, † 1962)
- Alfredo Gargiulo, critico letterario, scrittore e traduttore italiano (Napoli, n. 1876 - Roma, † 1949)

## Decoratori(1)
- Alfredo Tartarini, decoratore italiano (Bologna, n. 1845 - Bologna, † 1905)

## Diplomatici(1)
- Alfredo Bastianelli, diplomatico italiano (Roma, n. 1951)

## Direttori d'orchestra(2)
- Alfredo Antonini, direttore d'orchestra e compositore italiano (Milano, n. 1901 - Clearwater, † 1983)
- Alfredo Sorichetti, direttore d'orchestra italiano (Civitanova Marche, n. 1966)

## Direttori della fotografia(3)
- Alfredo Betrò, direttore della fotografia italiano (Torre del Greco, n. 1964)
- Alfredo Donelli, direttore della fotografia italiano (Udine, n. 1893 - Roma, † 1958)
- Alfredo Lenci, direttore della fotografia italiano (Roma, n. 1875 - Roma, † 1959)

## Dirigenti d'azienda(1)
- Alfredo Bruchi, dirigente d'azienda e politico italiano (Grosseto, n. 1873 - Siena, † 1956)

## Dirigenti pubblici(1)
- Alfredo Meocci, dirigente pubblico, politico e giornalista italiano (Verona, n. 1953 - Negrar di Valpolicella, † 2025)

## Dirigenti sportivi(6)
- Alfredo Casati, dirigente sportivo italiano (Gallarate, n. 1918 - Sanremo, † 1980)
- Alfredo Di Franco, dirigente sportivo e allenatore di calcio argentino
- Alfredo Bruno Frassinelli, dirigente sportivo e calciatore italiano (Cecina, n. 1939 - Cecina, † 2005)
- Alfredo Marangolo, dirigente sportivo e calciatore italiano (Messina, n. 1873)
- Alfredo Savoldi, dirigente sportivo e ex calciatore italiano (Mazzano, n. 1955)
- Alfredo Sisi, dirigente sportivo e giocatore di baseball italiano (Livorno, n. 1924 - Livorno, † 2013)

## Disegnatori(1)
- Alfredo Chiappori, disegnatore e scrittore italiano (Lecco, n. 1943 - Lecco, † 2022)

## Drammaturghi(4)
- Alfredo Balducci, drammaturgo italiano (Livorno, n. 1920 - Milano, † 2011)
- Alfredo Majorano, commediografo e etnologo italiano (Taranto, n. 1902 - Taranto, † 1984)
- Alfredo Mazzone, drammaturgo e regista italiano (Vizzini, n. 1922 - Vizzini, † 1989)
- Alfredo Testoni, commediografo e poeta italiano (Bologna, n. 1856 - Bologna, † 1931)

## Editori(2)
- Alfredo Frassati, editore, giornalista e politico italiano (Pollone, n. 1868 - Torino, † 1961)
- Alfredo Guida, editore italiano (Napoli, n. 1896 - Napoli, † 1967)

## Entomologi(1)
- Alfredo Andreini, entomologo e matematico italiano (Firenze, n. 1870 - Lippiano, † 1943)

## Filologi(2)
- Alfredo Schiaffini, filologo e linguista italiano (Sarzana, n. 1895 - Viareggio, † 1971)
- Alfredo Stussi, filologo italiano (Venezia, n. 1939)

## Filosofi(4)
- Alfredo Acito, filosofo italiano (Pozzuoli, n. 1898 - Milano, † 1953)
- Alfredo di Sareshel, filosofo e traduttore inglese
- Alfredo Gontier, filosofo francese
- Alfredo Poggi, filosofo, politico e antifascista italiano (Sarzana, n. 1881 - Genova, † 1974)

## Fisici(1)
- Alfredo Pochettino, fisico e scienziato italiano (Roma, n. 1876 - Torino, † 1953)

## Fondisti(1)
- Alfredo Dibona, fondista italiano (Cortina d'Ampezzo, n. 1936 - Ospitale, † 2011)

## Fotografi(3)
- Alfredo Camisa, fotografo italiano (Bologna, n. 1927 - Pescia, † 2007)
- Alfredo Libero Ferretti, fotografo italiano (Roma, n. 1919 - Roma, † 2007)
- Alfredo Sabbatini, fotografo italiano (Milano, n. 1954 - Rio de Janeiro, † 2019)

## Fumettisti(2)
- Alfredo Brasioli, fumettista, illustratore e pittore italiano (Bovolone, n. 1935 - Roma, † 2016)
- Alfredo Castelli, fumettista e critico letterario italiano (Milano, n. 1947 - Milano, † 2024)

## Funzionari(2)
- Alfredo Lusignoli, funzionario e politico italiano (Ancona, n. 1869 - Roma, † 1931)
- Alfredo Siniscalchi, funzionario italiano (Napoli, n. 1885 - Roma, † 1954)

## Galleristi(1)
- Alfredo Paglione, gallerista, mecenate e collezionista d'arte italiano (Tornareccio, n. 1936 - Giulianova, † 2022)

## Generali(7)
- Alfredo Bennicelli, generale italiano (Roma, n. 1879 - Roma, † 1960)
- Alfredo Dallolio, generale e politico italiano (Bologna, n. 1853 - Roma, † 1952)
- Alfredo Fè d'Ostiani, generale italiano (Brescia, n. 1866 - Castagneto Po, † 1943)
- Alfredo Gabrielli, generale italiano (Monteleone, n. 1862 - Tropea, † 1948)
- Alfredo Guzzoni, generale italiano (Mantova, n. 1877 - Roma, † 1965)
- Alfredo Malgeri, generale italiano (Reggio Calabria, n. 1892 - Milano, † 1977)
- Alfredo Oscar Saint-Jean, generale e politico argentino (Chascomús, n. 1926 - Chascomús, † 1987)

## Geologi(1)
- Alfredo Boni, geologo e paleontologo italiano (Sorengo, n. 1909 - Pavia, † 1987)

## Ginnasti(1)
- Alfredo Gollini, ginnasta italiano (Modena, n. 1881 - † 1957)

## Giocatori di baseball(2)
- Alfredo Griffin, ex giocatore di baseball e allenatore di baseball dominicano (Santo Domingo, n. 1957)
- Alfredo Meli, giocatore di baseball e allenatore di baseball italiano (Bologna, n. 1944 - † 2010)

## Giocatori di biliardo(1)
- Alfredo Fillia, giocatore di biliardo argentino (Henderson, n. 1950)

## Giocatori di bridge(1)
- Alfredo Versace, giocatore di bridge italiano (Torino, n. 1969)

## Giocatori di calcio a 5(1)
- Alfredo Esposito, ex giocatore di calcio a 5 italiano (Verona, n. 1968)

## Giocatori di football americano(1)
- Alfredo Roberts, ex giocatore di football americano statunitense (Fort Lauderdale, n. 1965)

## Giocatori di poker(1)
- Toto Leonidas, giocatore di poker statunitense (Bacolod, n. 1960)

## Giornalisti(14)
- Alfredo Berra, giornalista e saggista italiano (Torino, n. 1928 - Grottaferrata, † 1998)
- Alfredo Bogardo, giornalista e scrittore italiano (Drăgășani, n. 1908 - Milano, † 1969)
- Alfredo Jeri, giornalista, scrittore e poeta italiano (Livorno, n. 1896 - Livorno, † 1962)
- Alfredo Macchi, giornalista e fotografo italiano (Sorengo, n. 1967)
- Alfredo Melli, giornalista italiano (Ferrara, n. 1870 - Padova, † 1952)
- Alfredo Mezio, giornalista, critico letterario e critico d'arte italiano (Solarino, n. 1908 - Roma, † 1978)
- Alfredo Pedullà, giornalista e opinionista italiano (Messina, n. 1964)
- Alfredo Pieroni, giornalista e scrittore italiano (Trieste, n. 1923 - Trento, † 2011)
- Alfredo Proia, giornalista, produttore cinematografico e politico italiano (Pescina, n. 1890 - Roma, † 1950)
- Alfredo Provenzali, giornalista e conduttore radiofonico italiano (Genova, n. 1934 - Genova, † 2012)
- Alfredo Signoretti, giornalista italiano (Capranica, n. 1901 - Roma, † 1971)
- Alfredo Luis Somoza, giornalista, conduttore radiofonico e saggista italiano (Buenos Aires, n. 1957)
- Alfredo Todisco, giornalista e scrittore italiano (Melfi, n. 1920 - Milano, † 2010)
- Alfredo Violante, giornalista e antifascista italiano (Rutigliano, n. 1888 - Mauthausen, † 1945)

## Giuristi(7)
- Alfredo Ascoli, giurista italiano (Livorno, n. 1863 - Livorno, † 1942)
- Alfredo Codacci Pisanelli, giurista e politico italiano (Firenze, n. 1861 - Roma, † 1929)
- Alfredo De Medio, giurista italiano (Messina, n. 1875 - Messina, † 1908)
- Alfredo Galasso, giurista, politico e avvocato italiano (Palermo, n. 1940)
- Alfredo Mordechai Rabello, giurista italiano (Bologna, n. 1940)
- Alfredo Pioda, giurista, filosofo e politico svizzero (Locarno, n. 1848 - Locarno, † 1909)
- Alfredo Rocco, giurista e politico italiano (Napoli, n. 1875 - Roma, † 1935)

## Illustratori(1)
- Alfredo Zennaro, illustratore, regista teatrale e scrittore italiano (Mogliano Veneto, n. 1916 - Roma, † 2007)

## Imitatori(1)
- Alfredo Papa, imitatore e conduttore televisivo italiano (Bari, n. 1953 - Arese, † 2005)

## Imprenditori(10)
- Alfredo Cazzola, imprenditore italiano (Bologna, n. 1950)
- Alfredo Costa, imprenditore e dirigente sportivo italiano
- Alfredo Davicce, imprenditore e dirigente sportivo argentino (n. 1929)
- Alfredo Gavazzi, imprenditore, dirigente sportivo e politico italiano (Brescia, n. 1950 - Manerbio, † 2022)
- Alfredo Di Frassineto, imprenditore e politico italiano (Firenze, n. 1869 - Firenze, † 1956)
- Fermo Marelli, imprenditore e dirigente d'azienda italiano (Milano, n. 1900 - Milano, † 1990)
- Alfredo Rossi, imprenditore, produttore discografico e editore italiano (Rimini, n. 1925 - Milano, † 2008)
- Alfredo Tragni, imprenditore, dirigente sportivo e calciatore italiano (Meda, n. 1920 - Meda, † 2009)
- Alfredo Vignale, imprenditore italiano (Torino, n. 1913 - Grugliasco, † 1969)
- Alfredo Zopfi, imprenditore svizzero (Schwanden, n. 1864 - Volterra, † 1924)

## Ingegneri(6)
- Alfredo Baccarini, ingegnere e politico italiano (Russi, n. 1826 - Russi, † 1890)
- Alfredo Barbacci, ingegnere e architetto italiano (Ancona, n. 1896 - Bologna, † 1989)
- Alfredo Cottrau, ingegnere, imprenditore e politico italiano (Napoli, n. 1839 - Napoli, † 1898)
- Alfredo D'Arbela, ingegnere italiano (Gerusalemme, n. 1898 - Firenze, † 1977)
- Dino Ferrari, ingegnere e progettista italiano (Modena, n. 1932 - Modena, † 1956)
- Alfredo Ilg, ingegnere svizzero (Frauenfeld, n. 1854 - Zurigo, † 1916)

## Ispanisti(1)
- Alfredo Giannini, ispanista e traduttore italiano (Pisa, n. 1865 - † 1939)

## Letterati(1)
- Alfredo Straccali, letterato italiano (Campiglia Marittima, n. 1854 - Firenze, † 1908)

## Linguisti(1)
- Alfredo Trombetti, linguista italiano (Bologna, n. 1866 - Lido di Venezia, † 1929)

## Liutai(1)
- Alfredo Primavera, liutaio italiano (n. 1954)

## Mafiosi(1)
- Alfredo Maisto, mafioso italiano (Giugliano in Campania, n. 1918 - Giugliano in Campania, † 1976)

## Magistrati(1)
- Alfredo Carlo Moro, magistrato italiano (Taranto, n. 1925 - Roma, † 2005)

## Maratoneti(1)
- Alfredo Cosentino, ex maratoneta italiano (Guardavalle, n. 1966)

## Matematici(1)
- Alfredo Capelli, matematico italiano (Milano, n. 1855 - Napoli, † 1910)

## Mecenati(1)
- Alfredo Caselli, mecenate italiano (Lucca, n. 1865 - San Pellegrino in Alpe, † 1921)

## Medici(3)
- Alfredo Albertini, medico italiano (Appignano del Tronto, n. 1881 - Milano, † 1952)
- Alfredo Margreth, medico e biochimico italiano (Modena, n. 1933 - Modena, † 2021)
- Alfredo Monaco, medico e antifascista italiano (n. 1910 - Roma, † 1988)

## Mezzofondisti(1)
- Alfredo Rizzo, mezzofondista e siepista italiano (Milano, n. 1933 - † 2023)

## Militari(22)
- Alfredo Agosta, militare italiano (Pozzallo, n. 1933 - Catania, † 1982)
- Alfredo Anghileri, militare e aviatore italiano (Milano, n. 1909 - Saragozza, † 1939)
- Alfredo Astiz, militare e criminale argentino (Mar del Plata, n. 1951)
- Alfredo Beni, militare italiano (Fiuminata, n. 1931 - Porto San Giorgio, † 1977)
- Alfredo Cappellini, ufficiale italiano (Livorno, n. 1828 - Lissa, † 1866)
- Alfredo Carpaneto, militare austriaco (Roma, n. 1915 - Groß Blumenau, † 1945)
- Alfredo Casardi, militare italiano (Barletta, n. 1912 - Masias Blancas, † 1938)
- Alfredo Conte, militare italiano (Monteroni, n. 1909 - Algà Bosonté, † 1937)
- Alfredo Costantini, militare italiano (Fiuminata, n. 1960 - Padova, † 1983)
- Alfredo De Luca, militare e aviatore italiano (Roma, n. 1909 - Dukan, Etiopia, † 1936)
- Alfredo Di Cocco, militare italiano (Popoli, n. 1885 - Monfenera, † 1917)
- Alfredo Fusco, ufficiale e aviatore italiano (Tripoli, n. 1915 - Berat, † 1941)
- Alfredo Graziani, militare e avvocato italiano (Tempio Pausania, n. 1892 - Tempio Pausania, † 1950)
- Alfredo Gregori, militare italiano (Arcugnano, n. 1912 - Veli Dolac, † 1941)
- Alfredo Abon Lee, militare cubano (n. 1927 - Englewood, † 2012)
- Alfredo Santino Lutri, militare italiano (Trebisacce, n. 1918 - Pokrowskoje, † 1941)
- Alfredo Notte, militare italiano (Macchiagodena, n. 1918 - Ostreni Vogel, † 1941)
- Alfredo Patroni, militare italiano (Bologna, n. 1891 - Egitto, † 1944)
- Alfredo Sandulli Mercuro, militare italiano (Napoli, n. 1919 - Cefalonia, † 1943)
- Alfredo Serranti, militare italiano (Roma, n. 1896 - Culqualber, † 1941)
- Alfredo Sforzini, militare e partigiano italiano (Vellano, n. 1914 - Cavour, † 1943)
- Alfredo Zambrini, militare e marinaio italiano (Firenze, n. 1918 - Trapani, † 1942)

## Missionari(1)
- Alfredo Fiorini, missionario italiano (Terracina, n. 1954 - Muiravale, † 1992)

## Monaci cristiani(1)
- Alfredo di Hildesheim, monaco cristiano e vescovo tedesco (Colonia - † 874)

## Musicisti(2)
- Alfredo Cairati, musicista, compositore e direttore d'orchestra italiano (Milano, n. 1875 - Zurigo, † 1960)
- Alfredo Sangiorgi, musicista e compositore italiano (Catania, n. 1894 - Merano, † 1962)

## Musicologi(1)
- Alfredo Bonaccorsi, musicologo italiano (Barga, n. 1887 - Firenze, † 1971)

## Nobili(4)
- Alfredo di Sassonia-Coburgo-Gotha, nobile (Buckingham Palace, n. 1874 - Merano, † 1899)
- Alfredo d'Aquitania, nobile († 927)
- Alfredo Kindelán, nobile, ufficiale e aviatore spagnolo (Santiago di Cuba, n. 1879 - Madrid, † 1962)
- Alfredo Lucifero, nobile, militare e politico italiano (Crotone, n. 1858 - La Spezia, † 1909)

## Nuotatori(2)
- Alfredo Francesconi, ex nuotatore italiano (Roma, n. 1956)
- Alfredo Guzmán, ex nuotatore messicano (Città del Messico, n. 1943)

## Orafi(2)
- Alfredo Castellani, orafo e restauratore italiano (Roma, n. 1856 - Roma, † 1930)
- Alfredo Ravasco, orafo, gioielliere e scultore italiano (Genova, n. 1873 - Ghiffa, † 1958)

## Ostacolisti(2)
- Alfredo Pagani, ostacolista, lunghista e multiplista italiano (Roma, n. 1887 - † 1984)
- Alfredo Sepúlveda, ostacolista cileno (Valparaíso, n. 1993)

## Pallanuotisti(2)
- Alfredo Carnovali, ex pallanuotista argentino (Buenos Aires, n. 1937)
- Alfredo Riccitiello, pallanuotista italiano (Napoli, n. 1989)

## Pallavolisti(2)
- Alfredo Rasori, pallavolista italiano (Parma, n. 1932 - Parma, † 2007)
- Alfredo Reft, ex pallavolista e allenatore di pallavolo statunitense (Oxnard, n. 1982)

## Parolieri(3)
- Alfredo Bracchi, paroliere, regista e commediografo italiano (Milano, n. 1897 - Milano, † 1976)
- Cheope, paroliere e pittore italiano (Milano, n. 1961)
- Alfredo Polacci, paroliere e compositore italiano (Roma, n. 1907 - Milano, † 1998)

## Partigiani(9)
- Alfredo Calzolari, partigiano italiano (Molinella, n. 1897 - Molinella, † 1945)
- Alfredo Carzino, partigiano e calciatore italiano (Sampierdarena, n. 1899 - Genova, † 1944)
- Alfredo Di Dio, partigiano e militare italiano (Palermo, n. 1920 - Gola di Finero, † 1944)
- Alfredo Grifone, partigiano italiano (Chieti, n. 1920 - Pescara, † 1944)
- Alfredo Mordini, partigiano italiano (Firenzuola, n. 1902 - Milano, † 1969)
- Alfredo Muzi, partigiano e carabiniere italiano (Collemoresco, n. 1902 - Collemoresco, † 1989)
- Alfredo Perna, partigiano italiano (Reggio Calabria, n. 1918 - Reggio Calabria, † 1988)
- Alfredo Piacibello, partigiano e militare italiano (Casale Monferrato, n. 1912 - Ozzano Monferrato, † 1944)
- Alfredo Rigodanzo, partigiano italiano (Nogarole Vicentino, n. 1922 - Selva di Trissino, † 1973)

## Pedagogisti(1)
- Alfredo Piazzi, pedagogista italiano (n. 1865 - † 1922)

## Percussionisti(1)
- Alfredo Ortiz, percussionista e batterista statunitense (Los Angeles)

## Pianisti(3)
- Johnny Alf, pianista, compositore e cantante brasiliano (Rio de Janeiro, n. 1929 - Santo André, † 2010)
- Alfredo Rodríguez, pianista e compositore cubano (L'Avana, n. 1985)
- Alfredo Rossi Vezzani, pianista italiano (Milano, n. 1906 - Adrogué, † 1986)

## Piloti automobilistici(1)
- Alfredo Pián, pilota automobilistico argentino (Las Rosas, n. 1912 - Las Rosas, † 1990)

## Piloti motociclistici(2)
- Alfredo Milani, pilota motociclistico italiano (Garbagnate Milanese, n. 1924 - † 2017)
- Alfredo Panella, pilota motociclistico italiano (Genzano di Roma, n. 1896)

## Pittori(29)
- Alfredo Agostoni, pittore italiano (Bogliasco, n. 1922 - Milano, † 1944)
- Alfredo Ambrosi, pittore italiano (Roma, n. 1901 - Verona, † 1945)
- Alfredo Bortoluzzi, pittore, ballerino e coreografo tedesco (Karlsruhe, n. 1905 - Peschici, † 1995)
- Alfredo Catarsini, pittore italiano (Viareggio, n. 1899 - Viareggio, † 1993)
- Alfredo Chighine, pittore e scultore italiano (Milano, n. 1914 - Pisa, † 1974)
- Alfredo Cifariello, pittore italiano (Firenze, n. 1928 - Firenze, † 2015)
- Alfredo Bovio Di Giovanni, pittore italiano (Fontana Liri, n. 1907 - Napoli, † 1995)
- Alfredo Edel, pittore, costumista e illustratore italiano (Colorno, n. 1856 - Boulogne-sur-Seine, † 1912)
- Alfredo Fabbri, pittore italiano (Grosseto, n. 1926 - † 2010)
- Alfredo Gaudenzi, pittore, ceramista e giornalista italiano (Genova, n. 1908 - Genova, † 1980)
- Alfredo Grandi, pittore italiano (Vigevano, n. 1888 - Bologna, † 1968)
- Alfredo Marucelli, pittore e scultore italiano (Firenze, n. 1882 - Firenze)
- Alfredo Meschi, pittore italiano (Lucca, n. 1905 - Lucca, † 1981)
- Alfredo Montori, pittore, scenografo e architetto italiano (Roma, n. 1893 - Roma, † 1974)
- Alfredo Müller, pittore italiano (Livorno, n. 1869 - Parigi, † 1939)
- Alfredo Ortelli, pittore e illustratore italiano (Magrè, n. 1889 - Magrè, † 1963)
- Alfredo Pascazi, pittore e scultore italiano (Palombara Sabina, n. 1926 - Moricone, † 1995)
- Alfredo Pirri, pittore italiano (Cosenza, n. 1957)
- Alfredo Protti, pittore italiano (Bologna, n. 1882 - † 1949)
- Alfredo Ricci, pittore e illustratore italiano (Roma, n. 1864 - Roma, † 1889)
- Alfredo Romagnoli, pittore italiano (Genzano di Roma, n. 1915 - Roma, † 2008)
- Alfredo Savini, pittore italiano (Bologna, n. 1868 - Verona, † 1924)
- Alfredo Di Romagna, pittore italiano (Rimini, n. 1913 - Ravenna, † 1979)
- Alfredo Scocchera, pittore italiano (Baselice, n. 1887 - Milano, † 1955)
- Alfredo Serri, pittore italiano (Firenze, n. 1898 - Firenze, † 1972)
- Alfredo Signori, pittore italiano (Cremona, n. 1913 - Cremona, † 2009)
- Alfredo Soressi, pittore e architetto italiano (Piacenza, n. 1897 - Piacenza, † 1982)
- Alfredo Sosabravo, pittore, scultore e ceramista cubano (Sagua la Grande, n. 1930)
- Alfredo Zanellato, pittore e scultore italiano (Mesola, n. 1931 - Lagosanto, † 2021)

## Poeti(8)
- Alfredo Bonazzi, poeta italiano (Atripalda, n. 1929 - San Zeno di Cassola, † 2015)
- Alfredo Mario Ferreiro, poeta uruguaiano (Montevideo, n. 1899 - Montevideo, † 1959)
- Alfredo Giuliani, poeta, critico letterario e scrittore italiano (Mombaroccio, n. 1924 - Roma, † 2007)
- Alfredo Luciani, poeta italiano (Pescosansonesco, n. 1887 - Pescara, † 1969)
- Alfredo Lucifero, poeta, scrittore e scultore italiano (Pisa, n. 1932)
- Alfredo Ormando, poeta e scrittore italiano (San Cataldo, n. 1958 - Roma, † 1998)
- Alfredo Zerbini, poeta italiano (Parma, n. 1895 - Parma, † 1955)
- Alfredo de Palchi, poeta e traduttore italiano (Verona, n. 1926 - New York, † 2020)

## Poliziotti(1)
- Alfredo Albanese, poliziotto italiano (Trani, n. 1947 - Mestre, † 1980)

## Presbiteri(2)
- Alfredo Ammendola, presbitero e letterato italiano (Piano di Sorrento)
- Alfredo Bravi, presbitero e compositore italiano (Guardamiglio, n. 1916 - Lodi, † 2001)

## Principi(3)
- Alfredo, duca di Sassonia-Coburgo-Gotha, principe inglese (Castello di Windsor, n. 1844 - Coburgo, † 1900)
- Alfredo di Salm-Reifferscheid-Dyck, principe, politico e militare tedesco (Baindt, n. 1811 - Jüchen, † 1888)
- Alfredo di Salm-Salm, principe e politico tedesco (Anholt, n. 1814 - Anholt, † 1886)

## Produttori cinematografici(4)
- Albert Band, produttore cinematografico, regista e sceneggiatore italiano (Parigi, n. 1924 - Los Angeles, † 2002)
- Alfredo Bini, produttore cinematografico italiano (Livorno, n. 1926 - Tarquinia, † 2010)
- Alfredo De Laurentiis, produttore cinematografico italiano (n. 1924 - † 1981)
- Alfredo Leone, produttore cinematografico italiano

## Produttori discografici(1)
- Alfredo Cerruti, produttore discografico, autore televisivo e cantante italiano (Napoli, n. 1942 - Milano, † 2020)

## Psichiatri(1)
- Alfredo Coppola, psichiatra e neurologo italiano (Palermo, n. 1888 - Palermo, † 1957)

## Pugili(5)
- Fred Apostoli, pugile statunitense (San Francisco, n. 1913 - † 1973)
- Alfredo Copello, pugile argentino (n. 1903)
- Alfredo Duvergel, ex pugile cubano (Guantánamo, n. 1968)
- Alfredo Evangelista, ex pugile uruguaiano (Montevideo, n. 1954)
- Alfredo Porzio, pugile argentino (Buenos Aires, n. 1900 - † 1976)

## Rabbini(2)
- Alfredo Ravenna, rabbino italiano (Ferrara, n. 1899 - Roma, † 1981)
- Alfredo Sabato Toaff, rabbino e biblista italiano (Livorno, n. 1880 - Livorno, † 1963)

## Registi(6)
- Alfredo Angeli, regista televisivo, regista cinematografico e sceneggiatore italiano (Livorno, n. 1927 - Roma, † 2005)
- Alfredo Arciero, regista e sceneggiatore italiano (Caserta, n. 1968)
- Alfredo B. Crevenna, regista e sceneggiatore messicano (Francoforte sul Meno, n. 1914 - Città del Messico, † 1996)
- Alfredo Curti, regista, produttore cinematografico e scrittore italiano (Genova, n. 1915 - Genova, † 1996)
- Alfredo Guarini, regista, sceneggiatore e produttore cinematografico italiano (Sestri Ponente, n. 1901 - Roma, † 1981)
- Alfredo Peyretti, regista italiano (Roma, n. 1965)

## Registi teatrali(1)
- Alfredo Arias, regista teatrale argentino (Buenos Aires, n. 1944)

## Sceneggiatori(1)
- Alfredo Giannetti, sceneggiatore e regista italiano (Roma, n. 1924 - Roma, † 1995)

## Scenografi(2)
- Alfredo Capitani, scenografo, pubblicitario e pittore italiano (Ciampino, n. 1895 - Roma, † 1985)
- Alfredo Manzi, scenografo italiano

## Schermidori(3)
- Alfredo Del Francia, schermidore italiano (Roma, n. 1944 - Roma, † 2006)
- Alfredo Pezzana, schermidore e dirigente sportivo italiano (Chivasso, n. 1893 - Roma, † 1986)
- Alfredo Rota, ex schermidore italiano (Milano, n. 1975)

## Sciatori alpini(1)
- Alfredo Gartner, ex sciatore alpino italiano (n. 1940)

## Scrittori(12)
- Alfredo Accatino, scrittore, sceneggiatore e autore televisivo italiano (Roma, n. 1960)
- Alfredo Antonaros, scrittore e drammaturgo italiano (Áddi Caièh, n. 1950)
- Alfredo Baccelli, scrittore e politico italiano (Roma, n. 1863 - Roma, † 1955)
- Alfredo Brañas, scrittore e politico spagnolo (Carballo, n. 1859 - Santiago di Compostela, † 1900)
- Alfredo Cattabiani, scrittore, giornalista e traduttore italiano (Torino, n. 1937 - Santa Marinella, † 2003)
- Alfredo Conde, scrittore, poeta e politico spagnolo (Allariz, n. 1945)
- Alfredo Fabietti, scrittore e traduttore italiano (Cetona, n. 1893 - Firenze, † 1966)
- Alfredo Giovine, scrittore, linguista e giornalista italiano (Bari, n. 1907 - Bari, † 1995)
- Alfredo Orecchio, scrittore, giornalista e critico cinematografico italiano (Enna, n. 1915 - Roma, † 2001)
- Alfredo Oriani, scrittore, storico e poeta italiano (Faenza, n. 1852 - Casola Valsenio, † 1909)
- Alfredo Panzini, scrittore, critico letterario e lessicografo italiano (Senigallia, n. 1863 - Roma, † 1939)
- Alfredo d'Escragnolle Taunay, scrittore e storico brasiliano (Rio de Janeiro, n. 1843 - Rio de Janeiro, † 1899)

## Scultori(6)
- Alfredo Bai, scultore italiano (Torino, n. 1913 - Borgata Durando di Trana, † 1980)
- Alfredo Biagini, scultore e ceramista italiano (Roma, n. 1886 - Roma, † 1952)
- Alfredo Filippini, scultore, pittore e illustratore italiano (Ferrara, n. 1924 - Ferrara, † 2020)
- Alfredo Mazzotta, scultore italiano (Ionadi, n. 1951)
- Alfredo Oliani, scultore brasiliano (Espírito Santo do Pinhal, n. 1911 - Ortigueira, † 1984)
- Alfredo Sassi, scultore italiano (Milano, n. 1869 - Renate, † 1952)

## Sindacalisti(1)
- Alfredo Bottai, sindacalista, politico e giornalista italiano (La Spezia, n. 1874 - Parma, † 1965)

## Sovrani(1)
- Alfredo il Grande, sovrano (Wantage - Winchester, † 899)

## Storici(4)
- Alfredo Alvar, storico spagnolo (Granada, n. 1960)
- Alfredo Parente, storico e critico musicale italiano (Guardia Sanframondi, n. 1905 - Napoli, † 1985)
- Alfredo Salsano, storico, sociologo e curatore editoriale italiano (Roma, n. 1939 - Torino, † 2004)
- Alfredo Zazo, storico e politico italiano (Benevento, n. 1889 - Salerno, † 1987)

## Storici dell'arte(1)
- Alfredo Petrucci, storico dell'arte italiano (San Nicandro Garganico, n. 1888 - Roma, † 1969)

## Tenori(2)
- Alfredo Kraus, tenore spagnolo (Las Palmas de Gran Canaria, n. 1927 - Madrid, † 1999)
- Alfredo Nigro, tenore italiano (Manduria, n. 1975)

## Terroristi(1)
- Alfredo Cospito, terrorista e anarchico italiano (Pescara, n. 1967)

## Traduttori(2)
- Alfredo Pitta, traduttore e scrittore italiano (Lucera, n. 1875 - Roma, † 1952)
- Alfredo Polledro, traduttore, giornalista e attivista italiano (Torino, n. 1885 - Torino, † 1961)

## Trombettisti(1)
- Alfredo Armenteros, trombettista cubano (Santa Clara, n. 1928 - New York, † 2016)

## Velisti(1)
- Alfredo Giacon, velista e scrittore italiano (Padova, n. 1961)

## Velocisti(1)
- Alfredo Gargiullo, velocista italiano (Genova, n. 1906 - Milano, † 1928)

## Vescovi cattolici(6)
- Alfredo Maria Cavagna, vescovo cattolico italiano (Venezia, n. 1879 - Roma, † 1970)
- Alfredo Maria Garsia, vescovo cattolico italiano (Augusta, n. 1928 - Augusta, † 2004)
- Alfredo Magarotto, vescovo cattolico italiano (Pernumia, n. 1927 - Sarmeola, † 2021)
- Alfredo Méndez González, vescovo cattolico statunitense (Chicago, n. 1907 - Cincinnati, † 1995)
- Alfredo Maria Obviar y Aranda, vescovo cattolico filippino (Lipa, n. 1889 - Tayabas, † 1978)
- Alfredo Peri-Morosini, vescovo cattolico svizzero (Lugano, n. 1862 - Solcio di Lesa, † 1931)

## Vetrai(1)
- Alfredo Barbini, vetraio italiano (Murano, n. 1912 - Murano, † 2007)

## Violinisti(1)
- Alfredo Campoli, violinista inglese (Roma, n. 1906 - Princes Risborough, † 1991)

## Zoologi(1)
- Alfredo Langguth, zoologo uruguaiano (Montevideo, n. 1941)

## Senza attività specificata(5)
- Alfredo, X duca di Croÿ, duca (Aquisgrana, n. 1789 - Dülmen, † 1861)
- Alfredo Pelliccioni, ex tiratore a segno sammarinese (n. 1953)
- Alfredo Salafia, italiano (Palermo, n. 1869 - Palermo, † 1933)
- Alfredo Valentini, ex tiratore a volo sammarinese (n. 1946)
- Alfredo Zardini, italiano (Cortina d'Ampezzo, n. 1931 - Zurigo, † 1971)